# Vylodění v Inčchonu
Vylodění v Inčchonu (kódové označení Operace Chromite) bylo vojenské vylodění během korejské války. Jejím cílem bylo mimo jiné ulehčit pusanskému perimetru a obklíčit na něj útočící jednotky.
Operaci provedl 10. sbor pod velením generála Edwarda Almonda. Vzhledem k tomu, že se ve zdejším zálivu nachází mnoho pro lodě nebezpečných skalisek se jednalo celkem o nebezpečnou akci.
První část vylodění spoléhala na zničení baterie na ostrově Wolmi-do, potom mělo přijít samotné vylodění do Inčchonského přístavu. To následovalo po předcházejících ostřelováních a bombardováních, kolem šesté hodiny ranní. Inčchon padl do půlnoci. Spojenci zde ztratili 222 mrtvých a Severokorejci 1 350 mužů. Americké ztráty zde byly poměrně malé v porovnání s následným tažením na Soul.